# 400 Sherbrooke Ouest
Le 400 Sherbrooke Ouest ou Hôtel Hilton Garden Inn Montréal centre-ville, du nom de son principal occupant, est un gratte-ciel de Montréal. Sa construction a été achevée en 2009. Il mesure 120 mètres et compte 37 étages. La tour est l'œuvre du cabinet Geiger Huot Architectes.
Sur le même modèle que l'Hôtel Le Crystal, l'édifice mélange habitations, dans son appendice de 22 étages, et un hôtel, l'occupant de cette dernière partie étant le groupe Hilton.
L'immeuble au 400 rue Sherbrooke ouest se situe à proximité du campus principal de l'université McGill et de la station de métro Place-des-arts.
Sa hauteur le situe à la 22e place parmi les bâtiments les plus élevés de Montréal, après l'édifice de la Banque Royale et le Centre Sheraton.